# 율하 나들목
율하 나들목(Yulha IC)은 경상남도 김해시 신문동에 설치될 예정인 남해고속도로제2지선의 하이패스 나들목이다. 2024년에 개통될 예정이다.

## 연혁
- 2020년 8월 6일 : 2022년 12월 31일까지 율하 하이패스 나들목 신설을 위해 경상남도 김해시 신문동, 관문동 1.09km 구간 도로구역 변경[1]
- 2022년 6월 8일 : 착공[2]

## 구조물 정보
- 위치 : 경상남도 김해시 신문동

## 접속하는 도로
- 율하4로